# Йоглав
Йо́глав (болг. Йоглав) — село в Ловецькій області Болгарії. Входить до складу общини Ловеч.

## Населення
За даними перепису населення 2011 року у селі проживали 374 особи, з них 369 осіб (98,9%) — болгари.
Розподіл населення за віком у 2011 році:
Динаміка населення: